# Atlassian
Atlassian es una empresa de software con sede en Australia que crea productos para empresas y desarrolladores de software en particular. Es conocido por su aplicación Jira, y su equipo de colaboración y producto wiki, Confluence.

## Productos
Productos de Atlassian como Bitbucket, Crucible, FishEye, Bamboo, Clover, y JIRA, por lo general, están destinados a los programadores. Por otro lado, herramientas como su popular wiki Confluence, y su Sistema de seguimiento de errores y de incidentes JIRA pueden ser utilizados por cualquiera, y se considera a Atlassian como una empresa 2.0. Los productos de Atlassian no son de código abierto en su mayor parte, pero son vendidos con una licencia que permite a sus usuarios ver y modificar el software siempre y cuando no lo redistribuyan o utilicen con fines comerciales.
El 9 de enero de 2017, Atlassian anunció la compra de Trello por 425 millones de dólares.

## Empresa
Atlassian fue fundada en Sídney en 2002 por Mike Cannon-Brookes y Scott Farquhar. Se conocieron cuando estudiaban en la Universidad de Nueva Gales del Sur en Sídney. Actualmente cuenta con nueve oficinas en seis países: Austin, Nueva York, San Francisco y Mountain View, California, Ámsterdam, Manila, Yokohama, Bangalore y Sídney.
Atlassian es especialmente conocida por poner énfasis en servir al desarrollo ágil de software, así como por autoaplicar tales metodologías en la propia empresa.
El grupo tiene más de 8,800 empleados y millones de usuarios. En marzo de 2019, el valor de Atlassian alcanzó 26,6 mil millones de dólares.